# Dorfkirche Wahns

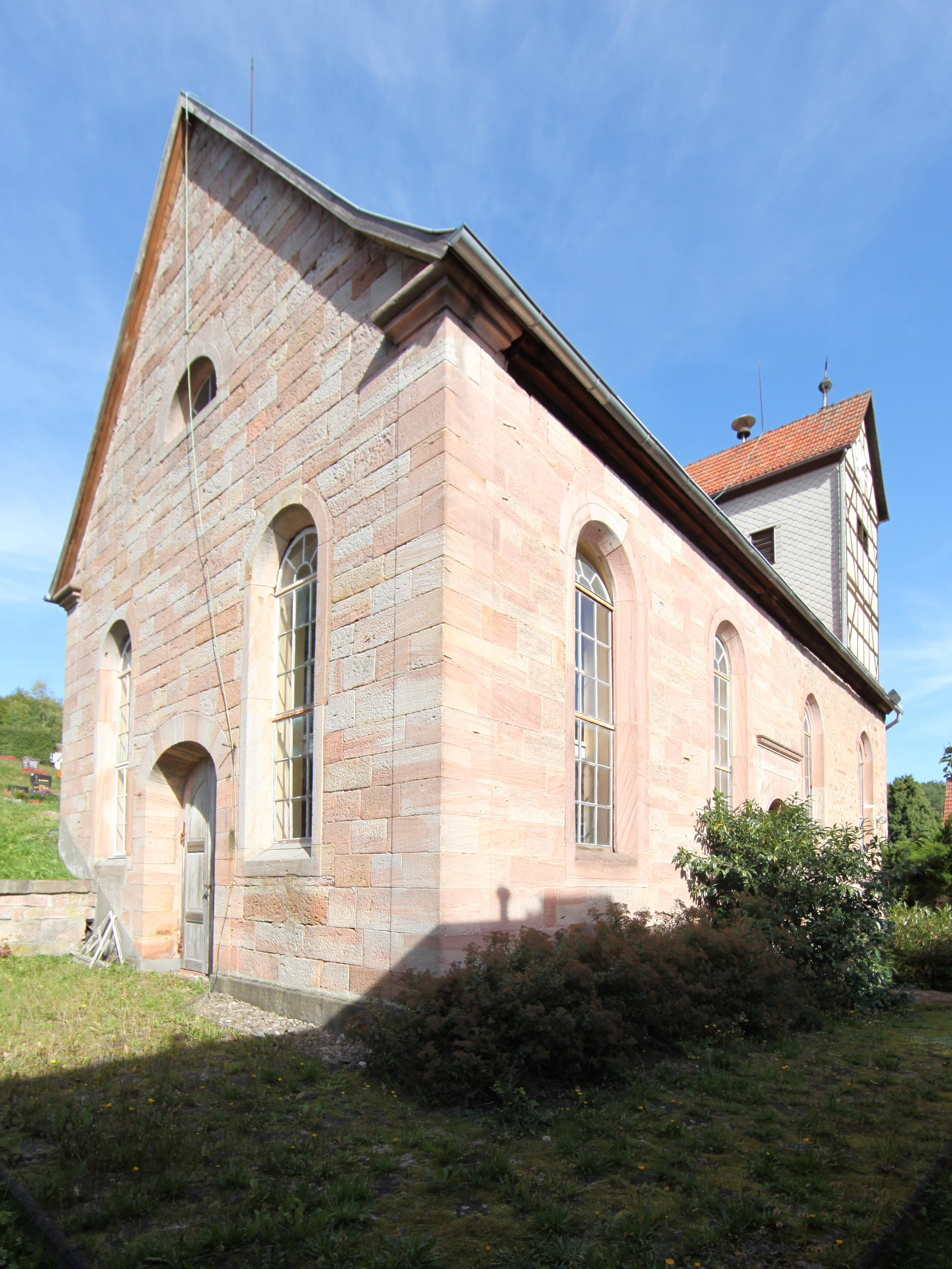
Die Kirche

Die evangelisch-lutherische Dorfkirche Wahns steht auf einer Hanglage unterhalb des Friedhofs im Ortsteil Wahns der Stadt Wasungen im Landkreis Schmalkalden-Meiningen in Thüringen.

## Geschichte
Der nunmehr in das Land hinaus blickende Fachwerkturm ist wesentlich jünger, als der ursprüngliche Kirchturm, über dessen Ursprung keine Unterlagen mehr vorliegen. Das Kirchenschiff erfuhr im 19. Jahrhundert eine Verlängerung.  Dieses Gotteshaus wurde nach seiner Veränderung am 2. November 1859 eingeweiht.